# Danny Gray
Danny Gray (Ruston, Luisiana, 1 de abril de 1999) es un jugador profesional estadounidense de fútbol americano, se desempeña en la posición de wide receiver en San Francisco 49ers, en la National Football League (NFL).

## Carrera
Fue seleccionado en la tercera ronda en la Reunión Anual de Selección de Jugadores de la NFL de 2022. Hizo su debut profesional con el equipo San Francisco 49ers, donde lleva jugando dos temporadas.